# Pleonotrocta trilineosa
Pleonotrocta trilineosa là một loài bướm đêm trong họ Noctuidae.